# Rhymogona verhoeffi
Rhymogona verhoeffi är en mångfotingart som först beskrevs av H. Bigler 1913.  Rhymogona verhoeffi ingår i släktet Rhymogona och familjen knöldubbelfotingar. Inga underarter finns listade i Catalogue of Life.